# Sorundanet
Sorundanet Nynäshamns kommunparti (SN) är ett lokalt politiskt parti i Nynäshamns kommun.

## Politik
Sorundanet har bland annat engagerat sig för bättre kommunal demokrati, för faktabaserad politisk debatt, för bättre förskolor, för bättre skolor, för bättre omsorg, för bättre kommunikationer och för säkrare vägar. 
Partiet menar att landsbygden och de mindre orterna är bortglömda i den kommunala verksamheten; få kommunala initiativ och resurser tilldelas utanför tätorten Nynäshamn. Partiet vill utveckla hela Nynäshamns kommun till den attraktiva platsen där alla vill växa upp, leva och bli gamla.
Partiet ingår i nätverket Lokala Partiers Nätverk, en samverkansorganisation för lokala politiska partier.

## Historik
Partiet har uppstått ur nätverket sorunda.net, som bildades år 2004 i syfte att verka för en positiv utveckling i Sorunda, en kommundel i Nynäshamns kommun. Partiet ställde upp i kommunalvalet för första gången år 2006 där det fick 2,97 % av rösterna och ett mandat i kommunfullmäktige.
I valet 2010 ökade andelen väljare som röstade på partiet till 4,14 % vilket gav två mandat i kommunfullmäktige. Partiet ändrade namn till Sorundanet Nynäshamns kommunparti år 2013. Anledning var att hjärtefrågorna berör hela kommunen och att tydliggöra att partiet bara verkar i Nynäshamns kommun.
I valet 2014 ökade andelen väljare som röstade på partiet till 6,48 % och partiet erhöll tre mandat i kommunfullmäktige.
I valet 2018 ökade andelen väljare som röstade på partiet till 9,45 % och partiet erhöll fyra mandat i kommunfullmäktige.
I valet 2022 misnkade partiet till 5,81 % och tappade hälften av sina mandat i kommunfullmäktige.

## Valresultat
| År   | Röster | %    | Mandat  |
| ---- | ------ | ---- | ------- |
| 2006 | 443    | 2,97 | 1 av 41 |
| 2010 | 669    | 4,14 | 2 av 41 |
| 2014 | 1 107  | 6,48 | 3 av 41 |
| 2018 | 1 693  | 9,45 | 4 av 41 |
| 2022 | 1 034  | 5,81 | 2 av 41 |